# Docusate de sodium
Le docusate de sodium, ou dioctyl sulfosuccinate de sodium, est une substance chimique utilisée comme additif alimentaire, comme excipient dans les médicaments et comme médicament laxatif.
À 20 °C, il se présente sous forme solide, de couleur blanche, de consistance cireuse, avec un goût amer et une odeur caractéristique d'octanol.

## Chimie
Le docusate de sodium peut être obtenu en faisant réagir de l'anhydride maléique avec du 2-éthylhexanol, ce qui produit du maléate de dioctyle. Celui-ci est alors traité par du bisulfite de sodium pour obtenir le docusate de sodium.
Le docusate de sodium est chiral du fait de la présence de trois centres stéréogènes dans sa structure. Il possède donc huit stéréoisomères répartis sous forme de quatre paires d'énantiomères.

## Utilisations

### Comme additif alimentaire
Le docusate de sodium peut être utilisé comme additif alimentaire, autorisé en Europe sous la référence E480.

### Comme excipient
Le docusate de sodium est utilisé en tant qu'excipient dans les médicaments et les cosmétiques pour ses propriétés tensioactives.

### Comme médicament
Le docusate de sodium agit comme médicament laxatif lorsqu'il est utilisé par voie orale, à la dose moyenne de 150 mg/j. Il peut aussi s'administrer sous forme de lavement par voie rectale. En France, ce médicament est commercialisé sous les noms de marque Jamylène (comprimés) et Norgalax (gel rectal).
Le docusate de sodium est aussi utilisé en solution afin de dissoudre les bouchons de cérumen dans le conduit auditif.

### Dans l'industrie
Le docusate de sodium a été utilisé en mélange avec d'autres substances comme agent dispersant le pétrole. Dans le mélange commercial nommé « Corexit 9500 », il a été utilisé notamment lors de la marée noire causée par l'explosion de la plateforme pétrolière Deepwater Horizon en 2010.

## Divers
Le docusate de sodium fait partie de la liste des médicaments essentiels de l'Organisation mondiale de la santé (liste mise à jour en avril 2013).